# Mistrzostwa Europy w Saneczkarstwie 1978
25. Mistrzostwa Europy w saneczkarstwie 1978 odbyły się w szwedzkim Hammarstrand. W tym mieście mistrzostwa odbyły się już trzeci raz (wcześniej w 1970 oraz 1976). Rozegrane zostały trzy konkurencje: jedynki kobiet, jedynki mężczyzn oraz dwójki mężczyzn. W tabeli medalowej najlepsze było NRD.

## Wyniki

### Jedynki kobiet
| Medal | Zawodniczka          | Narodowość | Czas | Strata |
| ----- | -------------------- | ---------- | ---- | ------ |
|       | Elisabeth Demleitner | RFN        |      |        |
|       | Anna Majewska        | ZSRR       |      |        |
|       | Wiera Zozula         | ZSRR       |      |        |

### Jedynki mężczyzn
| Medal | Zawodnik         | Narodowość | Czas | Strata |
| ----- | ---------------- | ---------- | ---- | ------ |
|       | Paul Hildgartner | Włochy     |      |        |
|       | Hans Rinn        | NRD        |      |        |
|       | Władimir Szytow  | ZSRR       |      |        |

### Dwójki mężczyzn
| Medal | Zawodnicy                    | Narodowość     | Czas | Strata |
| ----- | ---------------------------- | -------------- | ---- | ------ |
|       | Hans Rinn/Norbert Hahn       | NRD            |      |        |
|       | Bernd Hahn/Ulrich Hahn       | NRD            |      |        |
|       | Jindřich Zeman/Vladimír Resl | Czechosłowacja |      |        |

## Klasyfikacja medalowa
| Miejsce | Państwo        |   |   |   | Razem |
| ------- | -------------- | - | - | - | ----- |
| 1.      | NRD            | 1 | 2 | 0 | 3     |
| 2.      | RFN            | 1 | 0 | 0 | 1     |
| 2.      | Włochy         | 1 | 0 | 0 | 1     |
| 4.      | ZSRR           | 0 | 1 | 2 | 3     |
| 5.      | Czechosłowacja | 0 | 0 | 1 | 1     |